# ターボット (潜水艦)

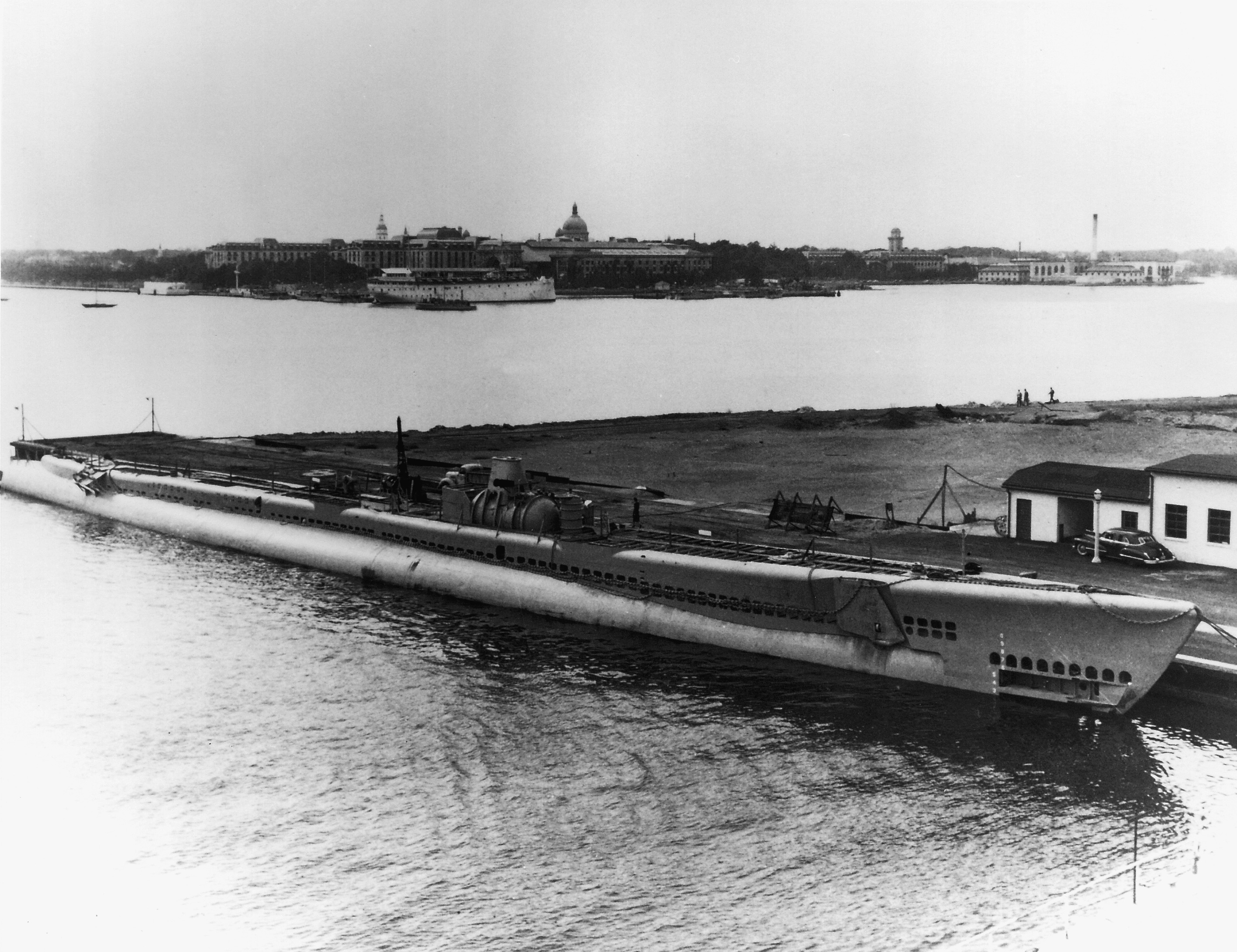
USS Turbot (SS-427)

ターボット (USS Turbot, SS-427) は、アメリカ海軍の潜水艦。バラオ級潜水艦の一隻。艦名はカレイ目に属するイシビラメ、その代用魚のカラスガレイやボウズガレイ等の総称に因んで命名された。その名を持つ艦としては2隻目。
ターボットは1943年11月13日にペンシルベニア州フィラデルフィアのクランプ造船所で起工した。しかしながら、1945年8月12日に建造は取り消された。船体はその後1946年4月12日に進水し、1950年にメリーランド州アナポリスの海軍艦船研究開発センターに配属された。同センターで潜水艦の機械雑音の制御、縮小に関する研究開発に使用された。1958年に除籍され、メリーランド州スパローズ・ポイントのベスレヘム・スチール社にスクラップとして売却された。いくつかの機材は取り外され、保存される同型艦に使用された。6番魚雷発射管はカリフォルニア州サンフランシスコに展示されている姉妹艦パンパニト (USS Pampanito, SS-383) に取り付けられた。